# 33570 Jagruenstein
33570 Jagruenstein è un asteroide della fascia principale. Scoperto nel 1999, presenta un'orbita caratterizzata da un semiasse maggiore pari a 2,7535722 UA e da un'eccentricità di 0,1653346, inclinata di 4,97921° rispetto all'eclittica.
Fa parte della famiglia di asteroidi Merxia.